# Ветле Віньє
Ветле Віньє (норв. Vetle Vinje, 14 березня 1962) — норвезький академічний веслувальник.
Срібний призер Олімпійських Ігор 1988 року в складі парної четвірки, учасник 1984 року.
Срібний призер Чемпіонату світу 1987 року в складі парної четвірки.